# 特里斯唐·达·库尼亚
特里斯唐·达·库尼亚（葡萄牙語：Tristão da Cunha，發音：[tɾiʃˈtɐ̃w dɐ ˈkuɲɐ]；1460年—1540年），文艺复兴时期葡萄牙航海家。他曾在南大西洋和非洲东海岸进行探险活动，后来他参加了阿方索·德·阿尔布克尔克领导的一次探险航行。在1513年，他向教皇利奥十世奉献了从东印度带回的纪念品。特里斯坦-达库尼亚（Tristan da Cunha）是以他的名字命名。

## 1506年的远航
达·库尼亚约于1460年出生于葡萄牙。1504年，他被提名为葡屬印度的第一任总督，但由于暂时失明而未能担任此职。
1506年，他被任命为一支由15艘船组成的舰队的指挥官，被派往非洲东海岸和印度沿海。他的表弟阿丰索·德·阿尔布克尔克（Afonso de Albuquerque）在这支舰队中负责一个由五艘船组成的中队。他们的任务是征服索科特拉岛并在那里建立堡垒，希望关闭红海的贸易。他们一起航行，直到到达莫桑比克。在莫桑比克海峡，他们发现若昂·达诺瓦船长在从印度返回时受困。他们救了他。在对非洲东海岸的阿拉伯城市进行了一系列成功的攻击后，他们前往索科特拉。